# Martin Erlić
Martin Erlić (kiejtése [mǎrtin êːrlitɕ], Zára, 1998. január 24. –) horvát válogatott labdarúgó, a Sassuolo játékosa.

## Pályafutása

### Klubcsapatokban
A Dinamo Zagreb, a Rijeka és a Parma, valamint a Sassuolo akadémiáján nevelkedett. A Parmában négy alkalommal a kispadon kapott lehetőséget a 2014–15-ös szezonban az élvonalban, de bemutatkozására nem került sor. 2017. augusztus 31-én a Sassuolo kölcsönbe adta a harmadosztályú Südtirol csapatának. 2018. július 10-én a Spezia vette kölcsön. Térdsérülés miatt végül egyetlen alkalommal sem tudott pályára lépni a bajnokságban, csak egy kupamérkőzésen. 2019. július 15-én végleg szerzződtették. A 2019–20-as szezonban alapemberré vált és kiharcolták a feljutást az élvonalba. 2021. augusztus 31-én visszavásárolta korábbi klubja a Sassuolo, majd rögtön vissza is küldték kölcsönbe a Speziához.

### A válogatottban
Részt vett a 2015-ös U17-es labdarúgó-Európa-bajnokságon és a U17-es labdarúgó-világbajnokságon. A 2016-os U19-es labdarúgó-Európa-bajnokságon és a 2021-es U21-es labdarúgó-Európa-bajnokságon tagja volt a válogatottnak. 2022. június 6-án debütált a felnőtt válogatottban Franciaország elleni 2022–2023-as UEFA Nemzetek Ligája mérkőzésen. Novemberben bekerült a 2022-es labdarúgó-világbajnokságra utazó keretbe. 2024. május 20-án bekerült Zlatko Dalić szövetségi kapitány a 2024-es labdarúgó-Európa-bajnokságra készülő 26 fős keretébe.